# クロネコファックス
クロネコファックス（クロネコFAX）とは、ヤマト運輸とその系列のヤマトシステム開発が展開する公衆ファクシミリサービスである。

## 概要
日本の大手コンビニエンスストア6ブランド（コミュニティストア、デイリーヤマザキ、ファミリーマート、ポプラ、ミニストップ、ローソン）と提携して展開するもので、カラー複合機で、コピーをとるのとほぼ同じような感覚で原稿を送信できる。
複合機から送信後、枚数等を確認してから、通信費をコインベンダーに投入するかICカード等で支払う。かつては、専用のファクス電話機から送信し、送信が確認されてからカウンターで通信費を支払った。
会社や自宅から送った原稿をクロネコファックスで受け取ることも可能。この場合は、送信ファクス機を番号通知設定の上で所定のファクス番号に送信すると、送信側のファクスに「受付完了通知書」が送られる。この通知書には10桁の「文書番号」が記載されているので、受取者に伝える。コンビニの複合機に通信費を投入後、クロネコファックスでこの番号を入力することで、受信（印刷）できる。保存は送信日の翌日24時（翌々日午前0時）までで、それを過ぎると消去される。

## クロネコ@ファックス
姉妹サービスとしてクロネコ@ファックスがあった。主に企業・法人向けのサービスであった。送信したい書類をパソコンや携帯のメールの添付ファイル（最大A3サイズ30枚まで、かつ容量2048キロバイトまで）の形でクロネコ@ファックスのメールアドレスのサーバーに送信し登録、または、書面情報を直接ファックスを使って送信・登録する。登録が完了すると、受付番号を知らせるメールが登録者宛に帰ってきた。ファックスの受け取りは、提携コンビニ（ミニストップとセブンイレブン）のコピー複合機のネットワークプリントサービスを利用して行っていた。登録費用や月額基本料金は一切不要。ユーザー登録をしなくても利用可能だった。2017年2月28日サービス終了。